# チャールズ・ヒューバート・パリー

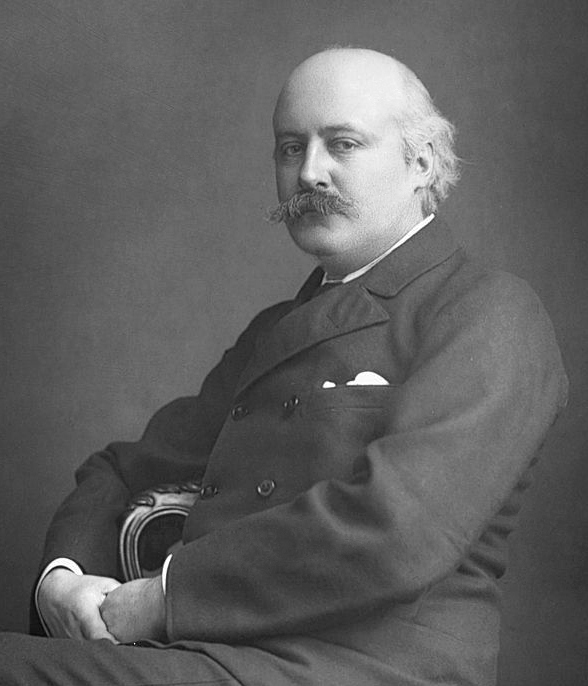
チャールズ・ヒューバート・パリー

初代准男爵サー・チャールズ・ヒューバート・ヘイスティングス・パリー（Sir Charles Hubert Hastings Parry, 1st Baronet, 1848年2月27日 -  1918年10月7日）は、イギリスの作曲家、教育者。ミドルネームの「ヘイスティングス」にあたる部分は英国でも「H.」と略記することが一般的である。
ウィリアム・ブレイクの詩に曲をつけた聖歌『エルサレム』が有名となっており、BBCプロムスの最終夜で必ず演奏されるなどイングランドで国民的に愛されている。

## 生涯

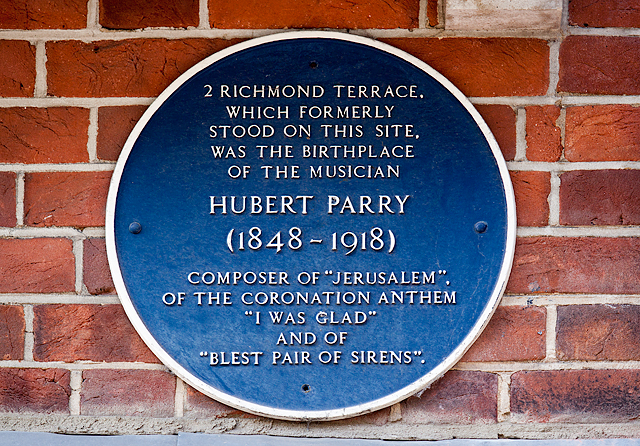
ボーンマスにある生家のブルー・プラーク

1848年、ハンプシャー州ボーンマスに生まれ、その後グロスターシャーに育った。イートン・カレッジとエグゼスター・カレッジで教育を受け、シュトゥットガルトで英国人作曲家のヘンリー・ヒューゴー・ピーアソンに、ロンドンで作曲家ウィリアム・スタンデール・ベネットとピアニストで音楽史家のエドワード・ダンロイターに師事する。最初の主要な作品は1880年に作曲されたピアノ協奏曲と、シェリーの詩による合唱曲『縛められたプロメテウス』である。合唱曲『縛められたプロメテウス』の初演によってイギリス音楽の「ルネサンス」が始まったと言われるが、オード "Blest Pair of Sirens" (1887年) のほうが成功した作品であり、これによってイングランドの指導的な合唱曲の作曲家という評価を得た。一連の合唱曲の中で最も成功した作品は、『聖セシリアの日のオード』（"Ode on Saint Cecilia's Day"）(1889年)やオラトリオ『ユーディット』、『ヨブ』(それぞれ1888年と1892年)、詩篇唱『深き淵より』（"De Profundis"）(1891年)、カンタータ『ハーメルンの笛吹き』（"The Pied Piper of Hamelin"）(1905年)である。この時期の管弦楽曲は4つの交響曲のほか、『書かれざる悲劇への序曲』（"Overture to an Unwritten Tragedy"）(1893年)、『ブラームスへの哀歌』（"Elegy for Brahms"）交響的変奏曲（Symphonic Variations）(1897年)がある。
1884年、王立音楽大学の教員となる。1894年、学長に任命され、その後生涯その地位にあった。1900年、ジョン・ステイナーを継いでオックスフォード大学音楽科の教授に就任する。後期の作品では6つの「倫理的なカンター」の連作があり、その中で伝統的なオラトリオやカンタータの形態を乗り越えようとしたが、聴衆からは好評を得ることができなかった。しかし、エルガーは『生命の幻影』（"The Vision of Life"）(1907年)に称賛を惜しまず、『魂の贖い』（"The Soul's Ransom"）(1906年)は近年になって数回演奏されている。1908年、医師の助言でオックスフォード大学を辞任し、その後いくつかの最も優れた作品を書き上げた。当時の主な作品は、交響的幻想曲（交響曲 第5番）（Symphonic Fantasia）、『降誕祭のオード』（"Ode on the Nativity"）(ともに1912年)、『エルサレム』(1916年、管弦楽伴奏はエルガーの編曲による)、『別れの歌』(1916年～1918年)が挙げられる。1914年の交響詩『死から生へ』（"From Death to Life"）(1914年)は持続力に欠け、やや散漫である。

## 作風
パリーは、ワーグナー夫妻と個人的に親しく、ロンドンにおけるワーグナーの代弁者とみなされていたが、作曲家としては主にバッハやブラームスに傾倒した。ブラームス風の明快な和声、構成を基にしつつも、力強く全音階を突き進む旋律様式は、エルガーやヴォーン・ウィリアムズに影響を及ぼしている。作曲家としての完全な成長は、あまりの激務に取り組んだために、確かに妨げられはしたが、教師や学校管理者としての能力は言うまでもなく、そのエネルギーとカリスマ性によって、イギリスの文化的生活の中心に音楽を打ち立てる上で大きな力となった。詩人のロバート・ブリッジズと共同制作に取り組んだほか、音楽に関する数々の著作や論文を著した。『音楽芸術の進化The Evolution of the Art of Music 』(1896年)や、『オックスフォード版 音楽史』(1907年)、J.S.バッハ研究(1909年)などがある。

## 代表的な作品

### 交響曲
- 交響曲第1番 ト長調
- 交響曲第2番 ヘ長調「ケンブリッジ」
- 交響曲第3番 ハ長調「イギリス風」
- 交響曲第4番 ホ短調
- 交響曲第5番 ロ短調

### 管弦楽曲
- 交響的変奏曲 ホ短調
- 交響詩『死から生へ』
- 演奏会用小品 ト短調
- イギリス組曲 ト長調
- レイドノー嬢の組曲
- ブラームスへの悲歌
- 書かれざる悲劇への序曲
- アリストパネスの「鳥」のための組曲

### 協奏曲
- ピアノ協奏曲 嬰ヘ長調

### 室内楽曲
- 管楽九重奏曲 変ロ長調
- ピアノ三重奏曲第2番 ロ短調
- ピアノ三重奏曲第3番 ト長調
- ヴァイオリン・ソナタ ニ長調
- 幻想ソナタ ロ長調 （ヴァイオリンとピアノのための）
- 12の短い小品 （ヴァイオリンとピアノのための）

### オルガン曲
- 幻想曲とフーガ
- コラール前奏曲集

### 声楽曲
- 聖歌「エルサレム」
- 讃歌「イングランド」
- 葬送歌「栄光の虚しさ」
- モテット集「別れの歌」
- テ・デウム
- マニフィカト
- 詩篇第122篇「我喜べり」
- 頌歌「音楽への祈り」
- 神聖交響楽「魂の贖い」
- 合唱曲「ロートパゴスの人々」
- オラトリオ「ヨブ」
- 祝福されし2人のセイレーン

## メディア
- Brahms - Wondrous cool